# Jacksonville Open 1972
Il Jacksonville Open 1972 è stato un torneo di tennis sul sintetico indoor. È stata la 1ª edizione del torneo, che fa parte del Commercial Union Assurance Grand Prix 1972. Si è giocato a Jacksonville negli Stati Uniti dal 10 al 15 gennaio.

## Campioni

### Singolare maschile
Jimmy Connors ha battuto in finale  Clark Graebner con il punteggio di 7–5 6–4

### Doppio maschile
- Doppio non disputato